# Sissipahaw Indijanci
Sissipahaw, maleno pleme porodice Siouan Indijanaca koje je u kolonijalno doba živjelo na rijeci Haw u Sjevernoj Karolini, blizu današnjeg Saxapahawa, okrug Alamance, gdje im se nalazilo glavno istoimeno selo. Značenje njihovog imena nije poznato a Juan de la Vandera označava ih pod imenom Sauxpa kada je 1569. tuda prolazio Juan Pardo, na svom putu iz Floride za gorje Appalachians. Daljnja im povijest također nije najpoznatija. John Lawson 1690.-tih i ranih 1700.-tih prolazi ovim krajevima i spominje ih, ali ne dolazi s njima u kontakt. Godine 1715 ulaze u savez s drugim plemenima u ratu kojeg su Yamasee poveli protiv Engleza. Ostaci su im se po svoj prilici pridružili Catawbama, te su nestali. 

## Vanjske poveznice
- Sissipahaw Indian Tribe History
- Sissipahaw  Arhivirana inačica izvorne stranice od 29. rujna 2007. (Wayback Machine)
- The Sissipahaw Indians